# انفعالية
الانفعالية أو اللاإدراكية هي نظريّةٌ من نظريات الأخلاقيات الفوقية. يرى القائلون بالانفعالية أنّ المقولات الأخلاقيّة جميعها لا معنى لها، ولا تُعبّر عن أيّ حقيقةٍ البتّة، وإنّما تُعبّر عن عواطف المُتكلّم فقط. كما أنّ الأحكام الأخلاقيّة لا معنى لها أيضاً، فهي مُجرّد تعبيراتٍ عن العواطف، مثل الزمجرة أو التنهد أو الضحك. وبالتالي، هذه النظرية المعروفة بالعامية باسم نظرية هوراه/بوو (الانفعال)، تأثرت بنمو الفلسفة التحليلية والوضعية المنطقية في القرن العشرين، وقد أظهر إيه. جاي. آير النظرية بشكل واضح في كتابه الصادر عام 1936: اللغة والحقيقة والمنطق، ولكن تطورها يرجع إلى تشارلز ليزلي ستيفنسون.
يمكن اعتبار المذهب الانفعالي شكلًا من أشكال عدم الإدراكية أو التعبيرية، وهي تتعارض مع أشكال أخرى من غير المعرفية (مثل الواقعية والذاتية الأخلاقية)، وكذلك لجميع أشكال المعرفية (بما في ذلك الواقعية الأخلاقية والذاتية الأخلاقية على حد سواء).
ظهر المذهب الانفعالي في الخمسينيات من القرن الماضي، في شكل معدّل في وصاية آر. إم. هير الشاملة.

## التاريخ

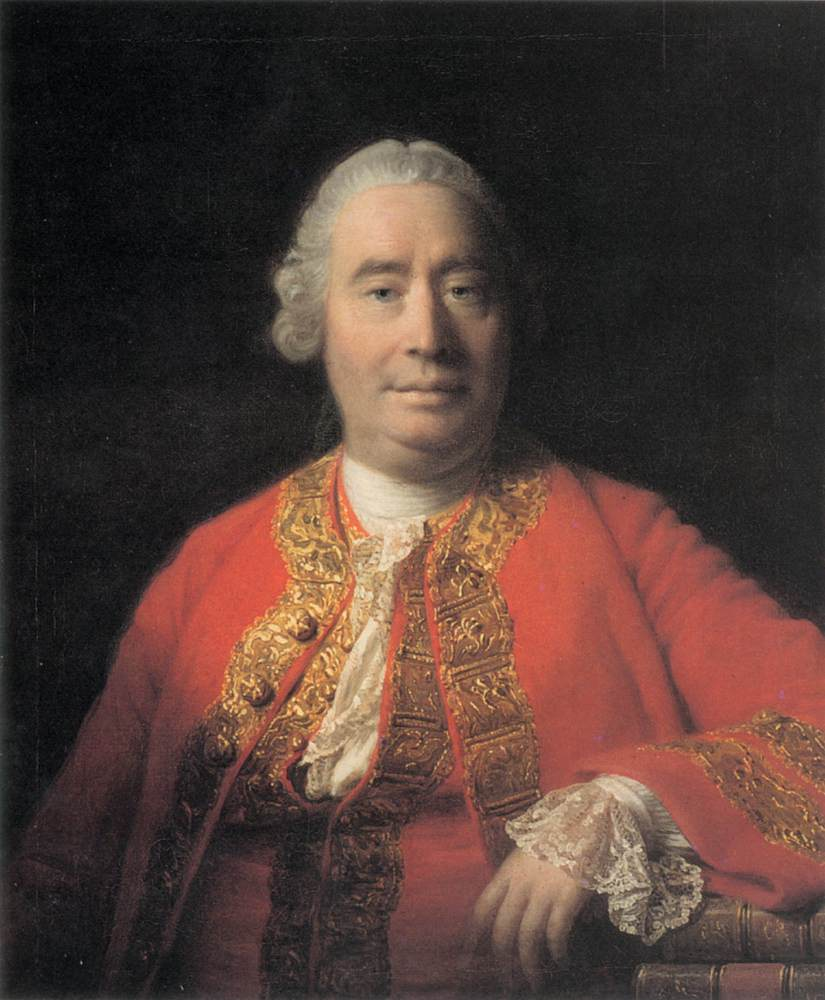
كان لآراء ديفيد هيوم حول الأخلاقيات دورًا سباقًا قبل ظهور الانفعاليين في القرن العشرين.

تصدر المذهب الانفعالي الواجهة في أوائل القرن العشرين، لكنه كان موجودًا قبل قرون. في عام 1710، كتب جورج بيركلي أن اللغة عمومًا تعمل في الغالب على إلهام المشاعر وتوصيل الأفكار. وبعد عقود من الزمن، تبنى ديفيد هيوم أفكارًا مماثلة لأفكار ستيفنسون اللاحقة. وفي كتابه «التحقيق حول مبادئ الأخلاق» الصادر عام 1751، اعتبر هيوم أن الأخلاق لا ترتبط بالواقع بل «تحددها المشاعر»: 
«في المداولات الأخلاقية، يجب التعرف بشكل مسبق على جميع الأشياء وصلتها ببعضها البعض؛ ومن المقارنة بينها، نحدد خيارنا أو نصدق عليه.... وما دمنا نجهل ما إذا كان الرجل معتديًا أم لا، فكيف يمكننا تحديد ما إذا كان الشخص الذي قتله مجرمًا أم بريئًا؟ لكن بعد كل واقعة، كل علاقة معروفة، لا يوجد للفهم مجال آخر للعمل، ولا يوجد أي شيء يمكن أن يُزكي نفسه. الاستحسان أو اللوم الذي يستتبع ذلك، لا يمكن أن يكون بإحكام العقل، بل القلب؛ وليس اقتراحًا مُخمنًا أو تأكيدًا، لكنه إحساس أو شعور قائم».
نشر ج. إي. مور كتابه «مبادئ الأخلاق» في عام 1903 وجادل بأن محاولات علماء الأخلاق الطبيعية لترجمة المصطلحات الأخلاقية (مثل الخير والشر) إلى مصطلحات غير أخلاقية (مثل السرور والاستياء) ارتكبت «مغالطة منطقية». كان مور معرفيًا، لكن قضيته ضد النزعة الأخلاقية وجهت فلاسفة آخرين نحو عدم الإدراكية، وخاصة المذهب الانفعالي.
أدى ظهور الوضعية المنطقية ومعايير قابلية التحقق من صحتها في أوائل القرن العشرين إلى استنتاج بعض الفلاسفة أن البيانات الأخلاقية، كونها غير قادرة على التحقق العملي، كانت بلا معنى إدراكي. يعود هذا المعيار بالأساس إلى دفاع ألفريد آير عن الوضعية في اللغة والحقيقة والمنطق، والذي يحتوي على بيانه عن المذهب الانفعالي. ومع ذلك، فإن الوضعية ليست ضرورية للعاطفة نفسها، ربما حتى في شكلها عند آير، وبعض الوضعية عند تجريبيي فيينا، والتي كان لها تأثير كبير على آير، كانت لديهم آراء غير عاطفية.

كشف آر. إم. هير عن نظريته الأخلاقية للوصاية الشاملة في عام 1952 في كتابه «لغة الأخلاق»، عازمًا على الدفاع عن أهمية الجدال الأخلاقي العقلاني ضد «الدعاية» التي رآها ستيفنسون، الذي اعتقد أن الحجة الأخلاقية كانت أحيانًا نفسية وليست عقلانية. لكن خلاف هير لم يكن كليًا، والتشابه بين نظريته غير المعرفية والنظرية العاطفية -خاصة ادعائه، وستيفنسون، أن الأحكام الأخلاقية تحتوي على أوامر وبالتالي فهي ليست وصفية بحتة- تسببت في اعتبار البعض له عاطفيًا، وهو تصنيف رفضه هير:
«لقد اتبعت، وأتبع، العاطفيين في رفضهم الوصفية. لكنني لم أكن أبدًا عاطفيًا، على الرغم من أنني غالبًا ما كنت أُسمى كواحد منهم. لكن على عكس معظم خصومهم، رأيت أن عدم عقلانيتهم، ولا وصفيتهم، هو ما كان خطأ. لذلك كانت مهمتي الرئيسية هي إيجاد نوع عقلاني من اللاوصفية، وهذا دفعني إلى إثبات أن الضرورات، أبسط أنواع الوصفات، يمكن أن تخضع لقيود منطقية في حين لا تكون [وصفية].»

## الأنصار
أصدر تشارلز كاي أوغدن وإيفور آرمسترونغ ريتشاردز البيانات التأسيسية للمذهب الانفعالي في كتابهما: «معنى المعنى» الصادر عام 1923 حول اللغة، بالإضافة إلى دبليو. إتش. بارنز ودونكان جونز. ومع ذلك، فإن أعمال آير اللاحقة وخاصة ستيفنسون هي أكثر الدفاعات الموسعة والمطورة عن النظرية.

### ألفرد آير
ظهر مفهوم المذهب الانفعالي عند ألفرد آير في الفصل السادس من «نقد الأخلاق واللاهوت» لكل من اللغة والحقيقة والمنطق. وفي هذا الفصل، يقسم آير «النظام الأخلاقي العادي» إلى أربع فئات:
1. «المقترحات التي تعبر عن مفاهيم المصطلحات الأخلاقية، أو الأحكام المتعلقة بشرعية أو إمكانية بعض المفاهيم».
2. «مقترحات تصف ظواهر التجربة الأخلاقية وأسبابها».
3. «محاذير الفضائل الأخلاقية».
4. «الأحكام الأخلاقية الفعلية».

ويركز آير على مقترحات الفئة الأولى -الأحكام الأخلاقية- قائلًا إن تلك الخاصة بالفئة الثانية تنتمي إلى العلم، والفئة الثالثة هي مجرد أوامر، والرابعة (والتي تُعتبر في الأخلاقيات المعيارية بدلًا من الأخلاقيات الفوقية) هي ملموسة للغاية بالنسبة للفلسفة الأخلاقية. في حين أن بيانات الفئة الثالثة لم تكن ذات صلة بعلاقة آير بالمذهب الانفعالي، لكنها ستلعب لاحقًا دورًا مهمًا بالنسبة لستيفنسون.

يطرح آير أن الأحكام الأخلاقية لا يمكن ترجمتها إلى مصطلحات غير أخلاقية وتجريبية وبالتالي لا يمكن التحقق منها؛ وفي هذا يتفق مع الحدس الأخلاقي. لكنه يختلف عن الحدسيين عن طريق نبذ نداءات الحدس باعتبارها «لا قيمة لها» لتحديد الحقائق الأخلاقية، لأن حدس شخص ما يتناقض في كثير من الأحيان مع حدس شخص آخر. وعوضًا عن ذلك، يستنتج آير أن المفاهيم الأخلاقية «مجرد مفاهيم زائفة»:
«إن وجود رمز أخلاقي في الافتراض لا يضيف شيئًا إلى محتواه الفعلي. وبالتالي إذا قلت لشخص ما: «لقد تصرفت بشكل خاطئ لسرقة تلك الأموال»، أنا لا أذكر أي شيء أكثر مما لو قلت ببساطة: «لقد سرقت هذا المال». عند إضافة أن هذا الفعل خاطئ، فأنا لا أقدم أي إفادة أخرى عنه. أنا ببساطة أعرض استنكاري الأخلاقي تجاه ذلك. ويبدو الأمر كما لو كنت قد قلت: «لقد سرقت هذا المال»، بلهجة غريبة من الرعب، أو كتبته مع إضافة بعض علامات التعجب الخاصة.... إذا قمت الآن بتعميم تصريحي السابق فأقول: «سرقة المال خاطئة»، فأنا أصدر جملة لا معنى لها من الناحية الفعلية –أي، لا تعبر عن أي اقتراح يمكن أن يكون إما صحيحًا أو خاطئًا.... أنا بكل بساطة أعبر عن بعض المشاعر الأخلاقية».
يتفق آير مع الرأي القائل إن البيانات الأخلاقية ترتبط بالضرورة بالمواقف الفردية، لكنه يقول إنها تفتقر إلى قيمتها الحقيقة لأنه لا يمكن فهمها بشكل صحيح على أنها مقترحات حول هذه المواقف؛ ويعتقد آير أن الجمل الأخلاقية هي تعبيرات قبول، وليست تأكيدات. وعلى الرغم من أن تأكيد القبول قد يكون مصحوبًا دائمًا بتعبير الموافقة، لكن يمكن التصريح بالتعبيرات دون تقديم تأكيدات؛ مثال آير على ذلك هو الملل، والذي يمكن التعبير عنه من خلال التأكيد المعلن «أنا أشعر بالملل»، أو من خلال عدم التصريح بما في ذلك نغمة الصوت، ولغة الجسد، والعديد من العبارات اللفظية الأخرى. ويرى أن التصريحات الأخلاقية تعبيرات من هذا النوع الأخير، لذا فإن عبارة «السرقة خاطئة» عبارة غير مُفترضة مساوية للتعبير عن الرفض، ولكنها لا تعادل اقتراح «أنا أرفض السرقة».

وبعد أن جادل بأن نظريته في الأخلاقيات ليست معرفية وليست ذاتية، فإنه يقبل أن موقفه وشخصيته يُستقبلان بنفس القدر، حجة جورج إدوارد مور بأن النزاعات الأخلاقية هي نزاعات حقيقية بوضوح وليست مجرد تعبيرات عن مشاعر متضادة. الدفاع عن آير هو أن جميع الخلافات الأخلاقية تدور حول حقائق تتعلق بالتطبيق الصحيح لنظام القيم في حالة معينة، وليس حول أنظمة القيم نفسها، لأنه لا يمكن حل أي نزاع حول القيم إلا من خلال الحكم على أن نظام القيم متفوق على الآخر، وهذا الحكم في حد ذاته يفترض وجود نظام قيم مشترك. إذا كان مور مخطئًا في القول إن هناك خلافات فعلية في القيمة، فنحن أمام ادعاء بوجود خلافات حقيقية في الواقع، وآير يقبل ذلك دون تردد:
«إذا اتفق خصمنا معنا في التعبير عن الرفض الأخلاقي لنمط معين (ت)، فقد نطلب منه إدانة إجراء معين (أ)، من خلال تقديم حجج تُظهر أن (أ) من النوع (ت). وبالنسبة للسؤال عما إذا كان (أ) لا ينتمي إلى هذا النوع أم لا، فهو سؤال واضح عن الحقيقة».